# Pugny-Chatenod
Pugny-Chatenod là một xã thuộc tỉnh Savoie trong vùng Auvergne-Rhône-Alpes ở đông nam nước Pháp.